# Beachvolleyball-Europameisterschaft 1993
Die Beachvolleyball-Europameisterschaft 1993 fand im August in Almería statt. Es war die erste EM im Sand und ausschließlich ein Wettbewerb für männliche Duos. Sieger wurden Jean-Philippe Jodard und Christian Penigaud aus Frankreich, die im Endspiel die Norweger Jan Kvalheim und Bjørn Maaseide in zwei Sätzen mit 12:10, 12:8 bezwangen. Das Spiel um Bronze gewannen die Italiener Andrea Ghiurghi und Dionisio Lequaglie gegen die Spanier Javier Yuste und Santiago Aguilera. x
Die Deutschen Ralf Jeder und Uwe Körner hatten sich für das Event qualifiziert, weil sie im Juli die deutsche Beach-Rangliste anführten. Da sie an Position acht gesetzt wurden, war ihnen die Vorausscheidung erspart worden. Sie verloren jedoch ihre drei Begegnungen. Gegen die Spanier unterlagen sie mit 10:15, gegen die Letten Ainars Vanags und Aivis Eida reichte selbst eine 11:0-Führung nicht zum Sieg, und gegen das zweite französische Duo Christophe Burlas und Eric Bouvier lautete das Endergebnis 12:15. Dies ergab den geteilten dreizehnten Rang im Abschlussklassement. Besser erging es den Österreichern Stefan Kotyka und Hannes Kronthaler, die sich den sechsten Platz sicherten. Die Eidgenossen Martin Walser und Christian Wandeler wurden in Spanien Siebzehnte.

## Ergebnis
| Platz | Nation       | Namen                                     |
| ----- | ------------ | ----------------------------------------- |
| 1     | Frankreich   | Jean-Philippe Jodard / Christian Penigaud |
| 2     | Norwegen     | Jan Kvalheim / Bjørn Maaseide             |
| 3     | Italien      | Andrea Ghiurghi / Dionisio Lequaglie      |
| 4     | Spanien      | Javier Yuste / Santiago Aguilera x        |
| 5     | Portugal     | Miguel Maia / João Brenha                 |
| 6     | Osterreich   | Stefan Potyka / Hannes Kronthaler         |
| 7     | Lettland     | Ainars Vanags / Aivis Eida                |
| 8     | Frankreich   | Christophe Burlas / Eric Bouvier          |
| 9     | Spanien      | Manuel Berenguel / Javier Bosma           |
| 9     | Estland      | Avo Keel / Kaido Kreen                    |
| 9     | Finnland     | Janne Pullkinnen / Petri Sainio           |
| 9     | Danemark     | Kim Kaszas / Peter Borglund xx            |
| 13    | Deutschland  | Ralf Jeder / Uwe Körner                   |
| 13    | Niederlande  | Michel Everaert / Bas van Rossen          |
| 13    | Russland     | Dmitri Kuwitschka / Ruslan Jabankow       |
| 13    | Schweden     | Fredrik Peterson / Tom Englen             |
| 17    | Griechenland | Evangelos Koutouleas / Spiros Kyriakakis  |
| 17    | Schweiz      | Martin Walser / Christian Wandeler        |
| 17    | Tschechien   | Igor Stejskal / Michal Palinek            |
| 17    | Turkei       | Gorgun Metin / Simsek Vefa                |
| 21    | Bulgarien    | Pawel Damianow / Juri Jotow               |
| 21    | England      | Robert Kittlety / Vince Joyce             |
| 21    | Ungarn       | Ferenc Gulyás / Zoltan Hajdn              |
| 21    | Israel       | Yural Katz / Naveh Milo                   |

## Auszeichnungen
- Bester Spieler: Jean-Philippe Jodard
- Bester Angreifer: Andrea Ghiurghi
- Bester Zuspieler: Javier Yuste
- Bester Blocker: Christian Penigaud
- Bester Abwehrspieler: Dionisio Lequaglie
- Bester Aufschlagspieler: Jan Kvalheim
- Bester Annahmespieler: Miguel Maia [1]